# That's the Way (My Love Is)
«That's the Way (My Love Is)» es una canción de The Smashing Pumpkins, la cual fue escrita por el líder del grupo musical, Billy Corgan.  Fue el segundo sencillo y la cuarta canción del álbum llamado Zeitgeist, y que fue lanzado el 10 de septiembre de 2007. Al igual que un puñado de canciones de Zeitgeist, la canción originalmente salió al aire en el especial radial "Inside Smashing Pumpkins: Zeitgeist" una semana antes de que el álbum saliera a las tiendas.
Billy Corgan comentó que inicialmente la canción sonaba como un outtake del álbum de 1995 Mellon Collie and the Infinite Sadness, pero más lenta y dándole un ritmo de batería diferente en el curso de la grabación de la canción.

## Vídeo musical
El vídeo musical fue dirigido por P.R. Brown, quien también dirigió los vídeos musicales de "Tarantula" y "Walking Shade" (del álbum de Billy Corgan). El vídeo, que debutó a través de Myspace, se sitúa en un mundo futurista gris y aburrido.

## Lista de canciones
Disco de vinilo de 7" (Reino Unido) (W781), disco de vinilo de 7" (Estados Unidos) (312572-7) y CD (Estados Unidos) (312636-2)
1. «That's the Way» (My Love Is) -3:48
2. «Daydream» (Live)" -2:54

CD de acetato (Reino Unido)
1. «That's the Way» (My Love Is) -3:48

CD (Reino Unido) (W 781 CD)
1. «That's the Way» (My Love Is) -3:48
2. «Stellar» -6:26
3. «Daydream» (Live)" -2:54